# Karl Sebastian Cornelius
Karl Sebastian Cornelius (* 14. November 1819 in Ronshausen, Hessen; † 5. November 1896 in Halle an der Saale) war ein deutscher Physiker.
Cornelius studierte in Göttingen und Marburg Mathematik und Naturwissenschaften. 1846 wurde er in Gießen zum Doktor der Philosophie promoviert. Er habilitierte sich 1850 als Privatdozent an der Universität Halle, wo er seitdem Vorlesungen über Physik und Mechanik, über Physikalische Geographie und Meteorologie hielt. Er veröffentlichte auch Aufsätze zu philosophischen Themen, z. B. in der Zeitschrift für exakte Philosophie (Verlag Louis Pernitzsch, Leipzig), in denen er sich darum bemühte, die Erkenntnisse der modernen Naturwissenschaft mit dem traditionellen Gottesglauben zu vereinen. Erst 1880 beförderte man ihn zum Professor.

## Veröffentlichungen
- Die Lehre von der Elektrizität und dem Magnetismus : Versuch einer theoretischen Ableitung der gesamten magnetischen und elektrischen Erscheinungen. Leipzig (1855)
- Über die Bildung der Materie aus ihren einfachen Elementen. Leipzig (1856)
- Theorie des Sehens und räumlichen Vorstellens vom physikalischen, physiologischen und psychologischen Standpunkte aus betrachtet. Halle (1861)
- Zur Theorie des Sehens mit Rücksicht auf die neuesten Arbeiten in diesem gebiete. Halle (1864)
- Über die Wechselwirkung zwischen Leib und Seele. Halle (1875)
- Zur Theorie der Wechselwirkung zwischen Leib und Seele. Halle (1880)
- Grundzüge einer Molekularphysik. Halle (1866)
- Zur Molekularphysik. Halle (1875)
- Über die Bedeutung des Kausalprincips in der Naturwissenschaft. Halle (1867)
- Meteorologie. Halle (1863)
- Grundriß der physikalischen Geographie. Halle (1886)
- Ueber die Entstehung der Welt, mit besonderer Rücksicht auf die Frage: ob unserm Sonnensystem, namentlich der Erde und ihren Bewohnern, ein zeitlicher Anfang zugeschrieben werden muss. Halle (1870), Digitalisat
- Abhandlungen zur Naturwissenschaft und Psychologie. Langensalza (1887)